# Förenta nationernas klimatkonferens 2007

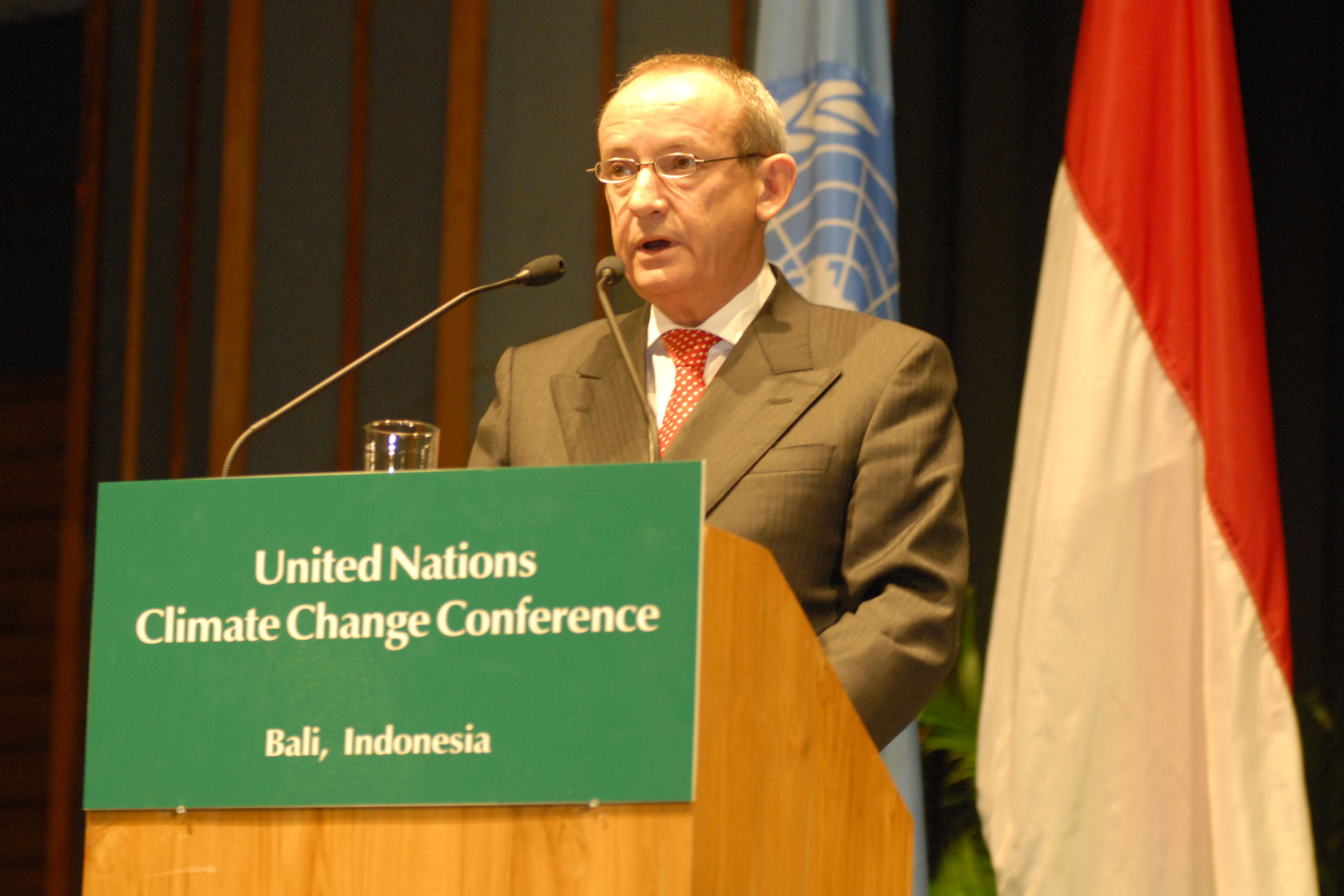
Ordförande för UNFCCC Yvo de Boer öppnar United Nations Climate Change Conference den 3 december 2007 på Bali i Indonesien.

Förenta nationernas klimatkonferens 2007 (COP13) ägde rum på Bali International Conference Centre i Nusa Dua på Bali i Indonesien mellan 3 december och 15 december 2007. Representanter från över 180 länder deltog, tillsammans med observatörer från intergovernmentala och nongovernmentala organisationer. Den dominerande frågan vid mötet var att besluta om en plan för förhandlingarna om Kyotoprotokollets efterträdare, vilket skulle löpa ut 2012, och vilka delar som skulle ingå i det nya avtalet som skulle slutas på Förenta nationernas klimatkonferens i Köpenhamn 2009.